# Hans Heinz Theyer
Hans Heinz Theyer (* 5. August 1910 in Wien; † 18. Oktober 1961 ebenda) war ein österreichischer Kameramann.

## Leben
Der Sohn des österreichischen Kamerapioniers Hans Theyer studierte wie sein Vater an der Graphischen Lehr- und Versuchsanstalt in Wien. Von 1926 bis 1937 war er Assistent bei von Willi Forst inszenierten Spielfilmen. Von 1939 bis Ende des Zweiten Weltkriegs war er als Fotograf Kriegsberichterstatter bei der deutschen Luftwaffe. Danach landete er in sowjetischer Gefangenschaft, aus der er 1948 entlassen wurde. Ab 1949 war er Kameramann bei zahlreichen Spielfilmen Franz Antels. Er wurde am Friedhof der Feuerhalle Simmering bestattet.

## Filmografie (Auswahl)
- 1926: Frau Sopherl vom Naschmarkt (als Kameraassistent)
- 1929: Hingabe (als Kameraassistent)
- 1930: Das Wolgamädchen (als Kameraassistent)
- 1935: Tagebuch der Geliebten (als einfacher Kameramann)
- 1939: Blonde Frau übern kurzen Weg
- 1949: Großstadtnacht
- 1949: Kleiner Schwindel am Wolfgangsee
- 1949: Eins, zwei, drei – aus
- 1950: Auf der Alm, da gibt’s koa Sünd
- 1950: Hochzeit im Heu
- 1951: Eva erbt das Paradies
- 1951: Der alte Sünder
- 1951: Der Fünfminutenvater
- 1951: Hallo Dienstmann
- 1952: Ideale Frau gesucht
- 1952: Der Obersteiger
- 1953: Kaiserwalzer
- 1953: Das Früchtchen (Ein tolles Früchtchen)
- 1954: Rosen aus dem Süden
- 1954: Die süßesten Früchte
- 1954: Verliebte Leute
- 1954: Spionage
- 1955: Ja, so ist das mit der Liebe (Ehesanatorium)
- 1955: Heimatland
- 1956: Kaiserball
- 1956: Liebe, Schnee und Sonnenschein
- 1956: Lumpazivagabundus
- 1956: Roter Mohn
- 1956: Symphonie in Gold
- 1956: Nichts als Ärger mit der Liebe
- 1957: Vier Mädels aus der Wachau
- 1957: Das Glück liegt auf der Straße
- 1957: Heimweh … dort, wo die Blumen blühn
- 1958: Ooh … diese Ferien
- 1958: Liebe, Mädchen und Soldaten
- 1958: Solang’ die Sterne glüh’n (Zirkuskinder)
- 1959: Traumrevue
- 1959: Der Schatz vom Toplitzsee
- 1959: Wenn die Glocken hell erklingen
- 1960: Die Glocke ruft (Glocken läuten überall)
- 1961: … und du mein Schatz bleibst hier
- 1962: Unter Wasser küßt man nicht